# لي شميت
لي شميت (بالإنجليزية: Lee Schmidt)‏ هو مهندس المناظر الطبيعية أمريكي، ولد في 14 سبتمبر 1947 في كارمل في الولايات المتحدة.